# 경인항대로
경인항대로(Gyeonginhang-daero)는 인천광역시 서구 오류동에서 경서동까지 이어주는 인천광역시도로, 총 연장은 2.554 km이다.

## 유래
이름이 유래된 것은 '경인항' 인천아라터미널이라는 명칭을 반영하여 도로명이 제정되었기 때문이다.

## 역사
- 2012년 10월 25일 : 도로명으로 경인항대로를 고시

## 주요 경유지
- 서구
  - 오류왕길동[1]

## 접촉하는 도로
- 정서진로
- 정서진1로
- 정서진4로
- 정서진7로
- 거첨로
- 환경로

## 주요 건물 및 시설
- 선진오토텍 (경인항대로 7/오류동 1573-1)
- 에스와이우드 (경인항대로 17/오류동 1573-3)
- 북청라영업소 (경인항대로 180/백석동 58)